# 芒特伊里鎮區 (伊利諾伊州韋恩縣)
芒特伊里鎮區（英語：Mount Erie Township）是位於美國伊利諾伊州韋恩縣的一個行政鎮區。

## 地方資料
根據2010年美國人口普查的數據，芒特伊里鎮區的面積為138.60平方千米，當中陸地面積為138.20平方千米，而水域面積為0.40平方千米。當地共有人口366人，而人口密度為每平方千米2.64人。